# Kreis Mohács
Der Kreis Mohács ist ein Kreis im Osten des südungarischen Komitat Baranya. Das Kleingebiet Mohács (Mohácsi kistérség) wurde während der ungarischen Verwaltungsreform 2013 mit 26 der 43 Gemeinden in den Nachfolgerkreis Mohács (ungarisch Mohácsi járás) überführt. Die anderen Gemeinden wechselten in den neu geschaffenen Kreis Bóly im Westen. Die Gemeinde Geresdlak kam zum weiter nördlich gelegenen Kreis Pécsvárad. 8 Gemeinden im Süden des Kreises grenzen an Kroatien. Verwaltungssitz ist die größte Gemeinde und einzige Stadt, Mohács. Die Bevölkerungsdichte ist niedriger als die des Komitats.

## Gemeindeübersicht
| Gemeinde       | Status   | Herkunft Kleingebiet | Einwohnerzahl | Einwohnerzahl | Einwohnerzahl | Fläche     | Bevölkerungs- dichte (Ew./km²) |
| Gemeinde       | Status   | Herkunft Kleingebiet | 01.10.2011    | 01.01.2013    | 01.01.2016    | 01.01.2016 | Bevölkerungs- dichte (Ew./km²) |
| -------------- | -------- | -------------------- | ------------- | ------------- | ------------- | ---------- | ------------------------------ |
| Bár            | Gemeinde | Mohács               | 566           | 556           | 530           | 9,00       | 58,9                           |
| Bezedek        | Gemeinde | Mohács               | 232           | 236           | 207           | 11,36      | 18,2                           |
| Dunaszekcső    | Gemeinde | Mohács               | 2.010         | 1.968         | 1.883         | 36,75      | 51,2                           |
| Erdősmárok     | Gemeinde | Mohács               | 91            | 90            | 88            | 8,14       | 10,8                           |
| Feked          | Gemeinde | Mohács               | 199           | 204           | 209           | 19,33      | 10,8                           |
| Görcsönydoboka | Gemeinde | Mohács               | 377           | 363           | 370           | 9,51       | 38,9                           |
| Himesháza      | Gemeinde | Mohács               | 1.033         | 1.046         | 1.008         | 17,54      | 57,5                           |
| Homorúd        | Gemeinde | Mohács               | 648           | 616           | 578           | 44,73      | 12,9                           |
| Ivándárda      | Gemeinde | Mohács               | 230           | 238           | 215           | 7,67       | 28,0                           |
| Kisnyárád      | Gemeinde | Mohács               | 179           | 170           | 167           | 9,03       | 18,5                           |
| Kölked         | Gemeinde | Mohács               | 1.039         | 1.048         | 1.032         | 61,94      | 16,7                           |
| Lánycsók       | Gemeinde | Mohács               | 2.470         | 2.426         | 2.397         | 25,40      | 94,4                           |
| Lippó          | Gemeinde | Mohács               | 487           | 486           | 473           | 14,53      | 32,6                           |
| Majs           | Gemeinde | Mohács               | 962           | 963           | 932           | 32,06      | 29,1                           |
| Maráza         | Gemeinde | Mohács               | 179           | 181           | 179           | 9,70       | 18,5                           |
| Mohács         | Stadt    | Mohács               | 17.808        | 17.738        | 17.355        | 112,23     | 154,6                          |
| Nagynyárád     | Gemeinde | Mohács               | 766           | 743           | 709           | 24,34      | 29,1                           |
| Palotabozsok   | Gemeinde | Mohács               | 931           | 925           | 865           | 20,19      | 42,8                           |
| Sárok          | Gemeinde | Mohács               | 119           | 129           | 120           | 4,62       | 26,0                           |
| Sátorhely      | Gemeinde | Mohács               | 640           | 651           | 603           | 17,60      | 34,3                           |
| Somberek       | Gemeinde | Mohács               | 1.432         | 1.418         | 1.341         | 31,42      | 42,7                           |
| Szebény        | Gemeinde | Mohács               | 358           | 319           | 306           | 14,37      | 21,3                           |
| Székelyszabar  | Gemeinde | Mohács               | 592           | 576           | 541           | 15,48      | 34,9                           |
| Szűr           | Gemeinde | Mohács               | 277           | 268           | 248           | 7,84       | 31,6                           |
| Udvar          | Gemeinde | Mohács               | 141           | 132           | 106           | 4,40       | 24,1                           |
| Véménd         | Gemeinde | Mohács               | 1.398         | 1.411         | 1.332         | 31,81      | 41,9                           |
| Kreis Mohács   |          |                      | 35.164        | 34.901        | 33.794        | 600,99     | 56,2                           |